# San Antonio Palopó
San Antonio Palopó («San Antonio»: en honor a su santo patrono Antonio de Padua; «Palopó»: del k'akch'ikel «árbol de amate») es un municipio del departamento de Sololá de la región sur-occidente de la República de Guatemala.
Durante la época colonial fue parte de la Provincia del Santísimo Nombre de Jesús de los frailes franciscanos y específicamente pertenecía al convento de San Francisco Panajachel.  Tras la Independencia de Centroamérica estuvo en el distrito de Sololá en el departamento del mismo nombre y entre 1838 y 1840 fue parte del efímero Estado de Los Altos, hasta que este fue reincoporado al Estado de Guatemala por el general Rafael Carrera.  Posteriormente, tras la Revolución Liberal de 1871, el gobierno de facto de Miguel García Granados creó el departamento de Quiché tomando para ello la mayor parte del territorio del departamento de Sololá; pero Palopó permaneció en Sololá. En 1892 lo visitaron los esposos Anne y Alfred P. Maudslay quienes describieron sus observaciones del poblado en su libro A glimple of Guatemala.
Por el paisaje del Lago de Atitlán el poblado fue escogido para filmar el film Paloma herida del director mexicano Emilio Fernández en 1963.

## Toponimia
El topónimo se origina de «San Antonio», en honor a San Antonio de Padua y del término «Palopó» del k'akch'ikel el cual proviene de las raíces «Palo» (español: «árbol») y «poj» (español: «amate») y quiere decir «Árbol de amates».

### Demografía
El municipio cuenta con una población aproximada de 15 362 habitantes según el censo de población de 2018 con una densidad de 452 personas por kilómetro cuadrado.

## División política
El municipio de San Antonio Palopó tiene una extensión territorial de 34 km², y cuenta con una cabecera municipal, dos aldeas, cinco caseríos y tres cantones.
| Categoría | Listado                                                                   |
| --------- | ------------------------------------------------------------------------- |
| Cabecera  | San Antonio Palopó                                                        |
| Aldeas    | Agua Escondida y Xequistel                                                |
| Caseríos  | Chuiquistel, Chuisajcap, El Porvenir Chipop, Patzaj y San José Xiquinabaj |
| Cantones  | Chitulul, Ojo de Agua, Tzampetey, El Naranjo, Tzancorral y San Gabriel    |

## Geografía física

### Clima
La cabecera municipal de San Antonio Palopó tiene clima templado (Clasificación de Köppen: Csb).
| Parámetros climáticos promedio de San Antonio Palopó | Parámetros climáticos promedio de San Antonio Palopó | Parámetros climáticos promedio de San Antonio Palopó | Parámetros climáticos promedio de San Antonio Palopó | Parámetros climáticos promedio de San Antonio Palopó | Parámetros climáticos promedio de San Antonio Palopó | Parámetros climáticos promedio de San Antonio Palopó | Parámetros climáticos promedio de San Antonio Palopó | Parámetros climáticos promedio de San Antonio Palopó | Parámetros climáticos promedio de San Antonio Palopó | Parámetros climáticos promedio de San Antonio Palopó | Parámetros climáticos promedio de San Antonio Palopó | Parámetros climáticos promedio de San Antonio Palopó | Parámetros climáticos promedio de San Antonio Palopó |
| Mes                                                  | Ene.                                                 | Feb.                                                 | Mar.                                                 | Abr.                                                 | May.                                                 | Jun.                                                 | Jul.                                                 | Ago.                                                 | Sep.                                                 | Oct.                                                 | Nov.                                                 | Dic.                                                 | Anual                                                |
| ---------------------------------------------------- | ---------------------------------------------------- | ---------------------------------------------------- | ---------------------------------------------------- | ---------------------------------------------------- | ---------------------------------------------------- | ---------------------------------------------------- | ---------------------------------------------------- | ---------------------------------------------------- | ---------------------------------------------------- | ---------------------------------------------------- | ---------------------------------------------------- | ---------------------------------------------------- | ---------------------------------------------------- |
| Temp. máx. media (°C)                                | 22.6                                                 | 23.0                                                 | 24.2                                                 | 24.4                                                 | 24.2                                                 | 22.1                                                 | 22.9                                                 | 22.3                                                 | 22.6                                                 | 22.6                                                 | 22.7                                                 | 22.4                                                 | 23                                                   |
| Temp. media (°C)                                     | 16.2                                                 | 16.3                                                 | 17.4                                                 | 18.2                                                 | 18.7                                                 | 17.7                                                 | 18.0                                                 | 18.0                                                 | 17.7                                                 | 17.5                                                 | 16.8                                                 | 16.1                                                 | 17.4                                                 |
| Temp. mín. media (°C)                                | 9.8                                                  | 9.6                                                  | 10.7                                                 | 12.1                                                 | 13.2                                                 | 13.4                                                 | 13.1                                                 | 12.7                                                 | 12.8                                                 | 12.5                                                 | 11.0                                                 | 9.8                                                  | 11.7                                                 |
| Precipitación total (mm)                             | 1                                                    | 7                                                    | 6                                                    | 30                                                   | 102                                                  | 298                                                  | 168                                                  | 168                                                  | 304                                                  | 156                                                  | 44                                                   | 7                                                    | 1291                                                 |
| Fuente: Climate-Data.org                             |                                                      |                                                      |                                                      |                                                      |                                                      |                                                      |                                                      |                                                      |                                                      |                                                      |                                                      |                                                      |                                                      |

### Ubicación geográfica
Se encuentra a una distancia de 27 km de la cabecera departamental Sololá y a 158 km de la Ciudad de Guatemala. Está rodeado por municipios del departamento de Sololá, excepto al Este, en que limita con el municipio de Patzún, Chimaltenango:
- Norte: San Andrés Semetabaj y Santa Catarina Palopó
- Sur: San Lucas Tolimán
- Este: Patzún, municipio del departamento de Chimaltenango
- Oeste: Lago de Atitlán[14]

|                        | Norte: San Andrés Semetabaj Santa Catarina Palopó |              |
| Oeste: Lago de Atitlán |                                                   | Este: Patzún |
|                        | Sur: San Lucas Tolimán                            |              |

## Gobierno municipal

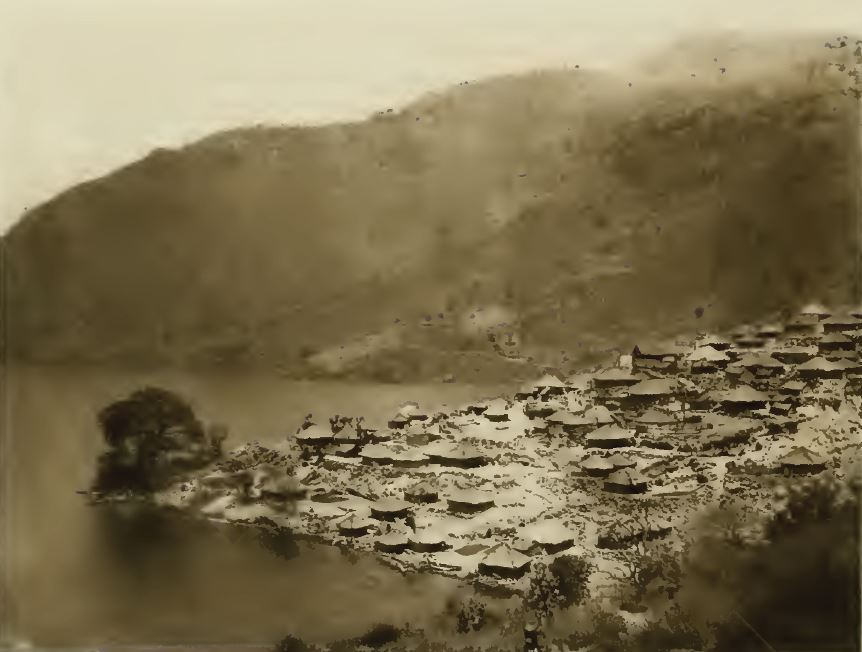
San Antonio Palopó en 1895. Fotografía de Alfred Percival Maudslay.

Los municipios se encuentran regulados en diversas leyes de la República, que establecen su forma de organización, lo relativo a la conformación de sus órganos administrativos y los tributos destinados para los mismos.  Aunque se trata de entidades autónomas, se encuentran sujetos a la legislación nacional y las principales leyes que los rigen desde 1985 son:
| N.º | Ley                                                | Descripción |
| --- | -------------------------------------------------- | --- |
| 1   | Constitución Política de la República de Guatemala | Tiene una regulación legal específica para los municipios en los artículos 253 al 262. |
| 2   | Ley Electoral y de Partidos Políticos              | Ley de carácter constitucional aplicable a los municipios en el tema de la conformación de sus autoridades electas. |
| 3   | Código Municipal                                   | Decreto 12-2002 del Congreso de la República de Guatemala. Tiene la categoría de ley ordinaria y contiene preceptos generales aplicables a todos los municipios, e inclusive contiene legislación referente a la creación de los municipios.             |
| 4   | Ley de Servicio Municipal                          | Decreto 1-87 del Congreso de la República de Guatemala. Regula las relaciones entra la municipalidad y los servidores públicos en materia laboral. Tiene su base constitucional en el artículo 262 de la constitución que ordena la emisión de la misma. |
| 5   | Ley General de Descentralización                   | Decreto 14-2002 del Congreso de la República de Guatemala. Regula el deber constitucional del Estado, y por ende del municipio, de promover y aplicar la descentralización y desconcentración económica y administrativa.                                |

El gobierno de los municipios está a cargo de un Concejo Municipal mientras que el código municipal —ley ordinaria que contiene disposiciones que se aplican a todos los municipios— establece que «el concejo municipal es el órgano colegiado superior de deliberación y de decisión de los asuntos municipales […] y tiene su sede en la circunscripción de la cabecera municipal»; el artículo 33 del mencionado código establece que «[le] corresponde con exclusividad al concejo municipal el ejercicio del gobierno del municipio».
El concejo municipal se integra con el alcalde, los síndicos y concejales, electos directamente por sufragio universal y secreto para un período de cuatro años, pudiendo ser reelectos.
Existen también las Alcaldías Auxiliares, los Comités Comunitarios de Desarrollo (COCODE), el Comité Municipal del Desarrollo (COMUDE), las asociaciones culturales y las comisiones de trabajo. Los alcaldes auxiliares son elegidos por las comunidades de acuerdo a sus principios y tradiciones, y se reúnen con el alcalde municipal el primer domingo de cada mes, mientras que los Comités Comunitarios de Desarrollo y el Comité Municipal de Desarrollo organizan y facilitan la participación de las comunidades priorizando necesidades y problemas.

## Historia
Los primeros pobladores del municipio de San Antonio Palopó fueron gente de raza kakchiquel que hacían ceremonias antes de la llegada de los españoles antes del año 1524. Una de las personas más importantes que habitaba el pueblo era Xahil Batzín de Palopó en donde aparece la fecha y año de su muerte en un documento registrado en la municipalidad del municipio y dice que fue asesinado el 7 de enero de 1570 por los enemigos mortales de los kakchiqueles: los tzutujiles.

### Época colonial
En la época colonial formó parte del corregimiento de Tecpán Atitlán, y cuando dicho corregimiento se convirtió en la alcaldía mayor del departamento de Sololá en 1730, San Antonio Palopó formó parte de dicha alcaldía, como se encontró en documentos de 1749. Estuvo adscrito desde 1540 hasta 1754 a la «Provincia del Santísimo Nombre de Jesús» de los frailes franciscanos en Guatemala, y pertenecía al curato con sede en San Francisco Panajachel.
Diariamente, tanto en Panajachel como en sus pueblos de visita de las doctrinas —como San Antonio Palopó—, se impartía doctrina a las niñas a partir de los seis años de edad a las dos de la tarde y, al ocaso, a los niños de la misma edad para que durante dos horas recibieran la instrucción cristiana. La enseñanza consistía en recitar toda la doctrina y oraciones y hacer ejercicios con las preguntas del catecismo y estaba a cargo del doctrinero y de dos indios ancianos, llamados fiscales, en caso el doctrinero no pudiera asistir.  A los adultos se les atendía los domingos y días festivos, luego de la misa; se cerraban las puertas de la iglesia, y se rezaban todas las oraciones de la doctrina cristiana en idioma de la localidad, con todo el pueblo, hombres y mujeres.  La Cuaresma era una época en que se preparaba a los indígenas a la confesión y comunión anual obligatorias, predicándoles en idioma materno. Todos los domingos de Cuaresma se les predicaba en idioma materno, disponiéndoles a la confesión.
El cronista Francisco Antonio de Fuentes y Guzmán, en su obra Recordación Florida, señala que a finales del siglo xvii, la población de San Antonio era de ciento noventa indígenas kaqchiqueles, quienes se dedicaban a la pesca en el Lago.
En 1754 los franciscanos tuvieron que entregar sus doctrinas al clero secular y en 1770, cuando el arzobispo Pedro Cortés y Larraz llegó al país y recorrió su diócesis, describió a la localidad como parte de la «parroquia de San Francisco Panajachel» y que en él habitaban doscientas familias indígenas con un total 654 personas .

### Tras la Independencia de Centroamérica
La región de Atitlán fue uno de los distritos originales del Estado de Guatemala cuando este fue creado oficialmente en 1825 y pertenecía al departamento de Sololá/Suchitepéquez. En ese año, la Asamblea Legislativa del Estado también dividió al Estado de Guatemala en once distritos para la impartición de justicia, y San Antonio Palopó fue parte del circuito de Sololá en el distrito N.º7 (Sololá), el cual incluía también a Concepción, Panajachel, Santa Catarina Palopó, San Andrés Semetabaj, San Jorge, Santa Cruz, Santa Lucía Utatlán, Santa Catarina Istaguacán y Argueta.

### El efímero Estado de Los Altos

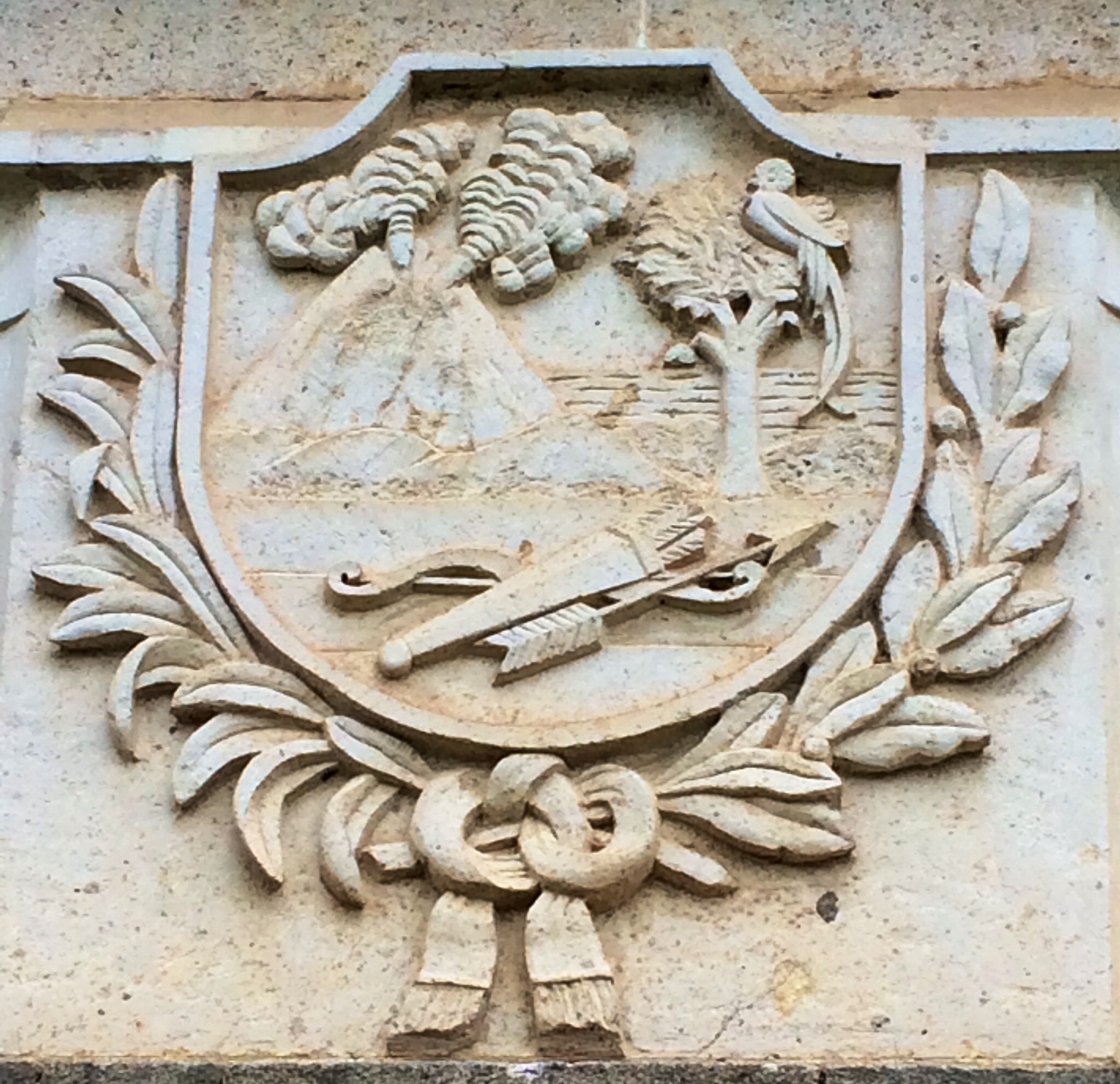
Escudo del Estado de los Altos

A partir del 3 de abril de 1838, San Antonio Palopó fue parte de la región que formó el efímero Estado de Los Altos y que forzó a que el Estado de Guatemala se reorganizara en siete departamentos y dos distritos independientes el 12 de septiembre de 1839: 
- Departamentos: Chimaltenango, Chiquimula, Escuintla, Guatemala, Mita, Sacatepéquez, y Verapaz
- Distritos: Izabal y Petén[23]

La región occidental de la actual Guatemala había mostrado intenciones de obtener mayor autonomía con respecto a las autoridades de la ciudad de Guatemala desde la época colonial, pues los criollos de la localidad consideraban que los criollos capitalinos que tenían el monopolio comercial con España no les daban un trato justo.  Pero este intento de secesión fue aplastado por el general Rafael Carrera, quien reintegró al Estado de Los Altos al Estado de Guatemala en 1840.

### Tras la Reforma Liberal de 1871
Luego de la Reforma Liberal de 1871, el presidente de facto provisiorio Miguel García Granados dispuso crear el departamento de Quiché para mejorar la administración territorial de la República dada la enorme extensión del territorio de Totonicapán y de Sololá. De esta cuenta, el 12 de agosto de 1872 el departamento de Sololá perdió sus distritos de la Sierra y de Quiché y se vio reducido únicamente a los poblados de San Antonio Palopó, villa de Sololá, San José Chacallá, Panajachel, Concepción, San Jorge, Santa Cruz, Santa Lucía Utatlán, Santa Clara, Santa Bárbara, San Juan de los Leprosos, Visitación, San Pedro, San Juan, San Pablo, San Marcos, Atitlán, San Lucas Tolimán, San Andrés Semetabaj, Santa Catarina Palopó y Patulul.

### Visita del arqueólogo Alfred P. Maudslay y su esposa en 1892

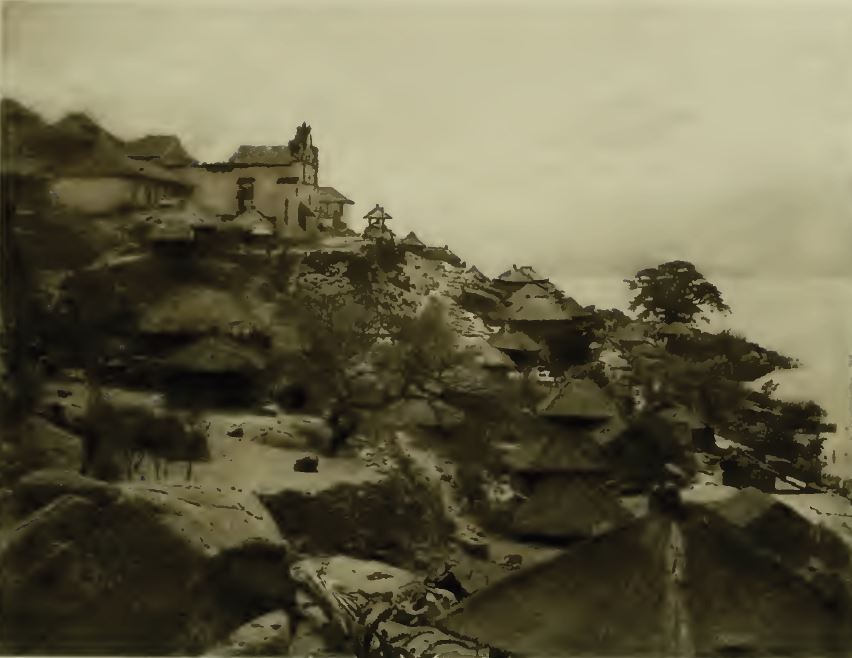
Otra vista de San Antonio Palopó en 1895. Fotografía de Alfred Percival Maudslay.

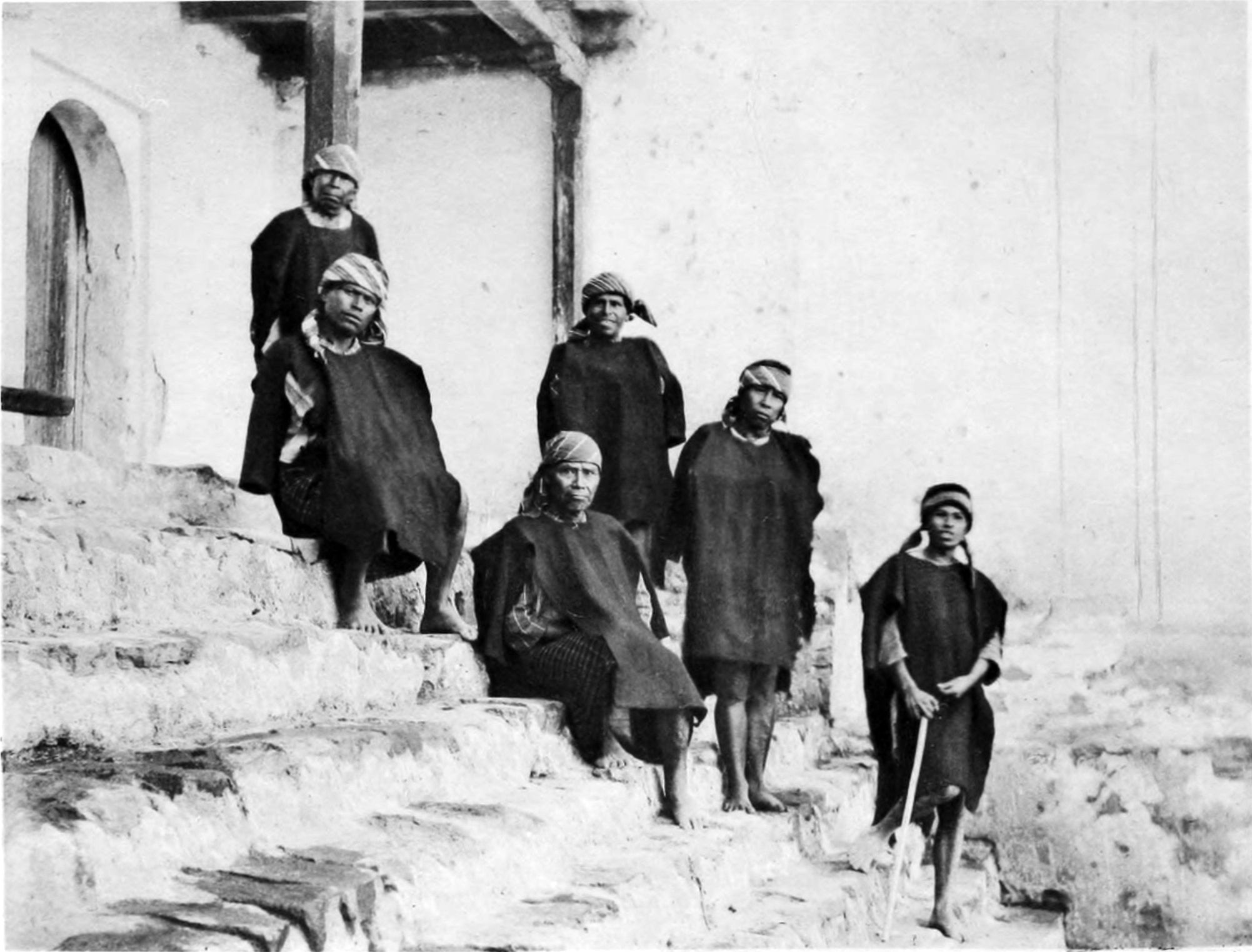
Varones de San Antonio Palopó en 1895; por su reluctancia a fotografiarse, los esposos Maudslay tuvieron que rogarle al grupo que dejara retratarse, a lo que finalmente accedieron.

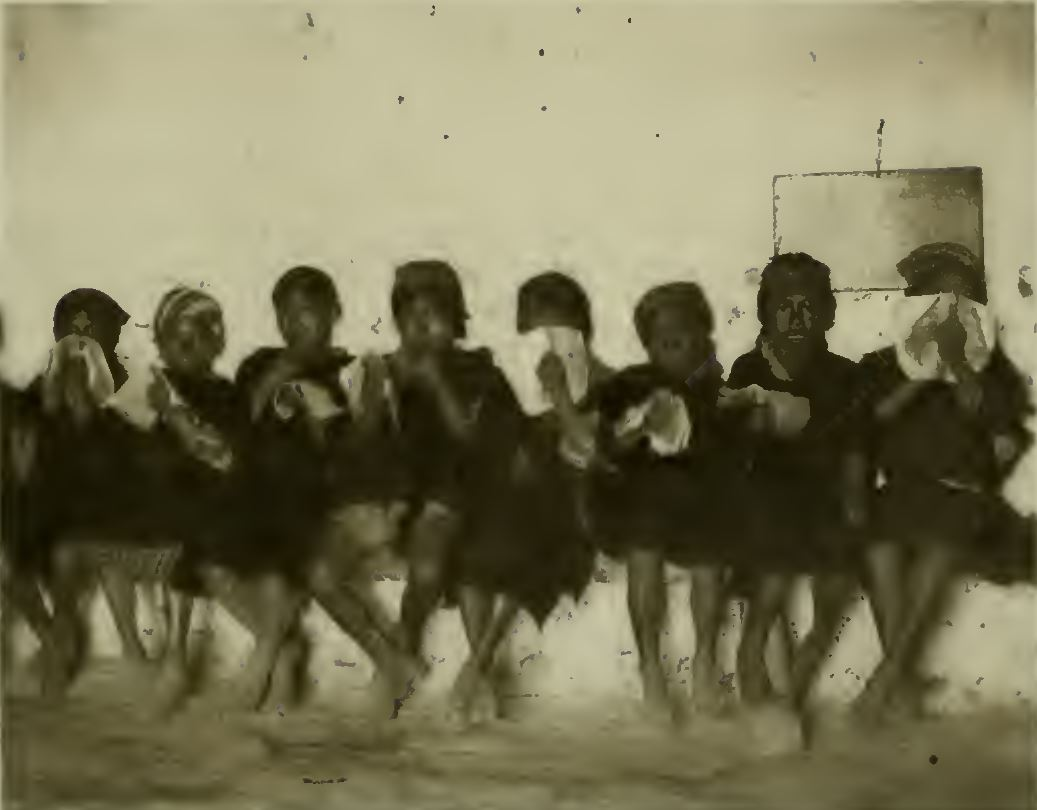
Niños en la escuela de San Antonio Palopó en 1895. Los niños asistían a clases por tres horas diarias, ataviados igual que sus padres, a pesar de que no hablaban español ni el maestro ladino hablaba su lengua indígena. Fotografía de Alfred Percival Maudslay.

En 1892, el arqueólogo inglés Alfred Percival Maudslay y su esposa Anne Maudslay visitaron Guatemala y la recorrieron en mula, llegando a San Antonio Palopó en su camino por Sololá; las impresiones de Anne Maudslay aparecen en su libro A glimpse at Guatemala (Español: Un vistazo a Guatemala), en donde relata que para llegar a Panajachel, tenían que bajar por un camino sumamente empinado y que solamente se podía hacer a pie, por lo que enviaron sus pertenencias con indígenas lugareños. San Antonio Palopó estaba localizado a mil metros debajo del lugar en que se encontraban y ella y su esposo dispusieron tomar la ruta larga por Godínez para poder llegar en sus monturas.  El viaje fue placentero pues el día estuvo despejado, salvo una nube de tormenta que se divisaba sobre el Lago de Atitlán; una vez que llegaron al nivel del lago, continuaron por una pequeña colina hasta llegar al poblado indígena de San Antonio.
Las paredes de las casitas cuadradas del lugar estaban construidas de piedras rústicas sujetadas por armazones de varas de madera, y tenían tejados de hojas de palma; cada casa estaba rodeada por una cerca de piedra rústica, y algunas aunque algunas tenían flores la mayoría tenía suelo de tierra; como las casas no estaban pintadas ni encaladas, todas tenían el mismo color arcilloso, que contrastaba con el blanco hüipil de las mujeres y el pañuelo rojo que los hombres usaban en la cabeza.  Los esposos Maudslay ascendieron la empinada cuesta hasta la municipalidad, donde pensaban pasar la noche y se encontraron con que los corredores de la misma estaban repletos de viajeros indígenes y su carga respectiva; como el edificio solamente tenía dos habitaciones y una era utilizada como cárcel y la otra como salón municipal, tuvieron que buscar donde quedarse, y consiguieron que les prestaran el aula de niñas de la escuelita de la localidad, que no tenía ventanas y en la que la puerta se tenía que quedar abierta para que entrara un poco de iluminación. Mientras buscaban albergue advirtieron que la iglesia no tenía techo, como resultado de los terremotos que asolaban el poblado con cierta frecuencia.
En la época en que visitaron el poblado los esposos Maudslay, solamente había cinco ladinos en el lugar —el maestro de escuela y su esposa, el secretario de la municipalidad, y dos mujeres que atendían una pequeña tienda de abarrotes; el resto de la población era indígena, e incluso la municipalidad era gobernada por autoridades indígenas.  Debido al auge del cultivo de café en la costa sur de Guatemala, se había construido un camino que reducía la distancia entre dichas fincas y la región de Quetzaltenango, lo que había hecho que San Antonio Palopó ya no siguiera en el parcial aislamiento en que se había encontrado por lo remoto de su ubicación; no obstante, llamó la atención de los visitantes ingleses que las mujeres y niñas de la localidad huyeran tímidamente al verlos, y que no quisieran que se les tomaran fotografías. A pesar de ello, observaron que las mujeres estas eran muy limpias y pulcras en su vestido y que muchas pasaban un largo tiempo a orillas del Lago Atitlán lavándose sus cabellos.

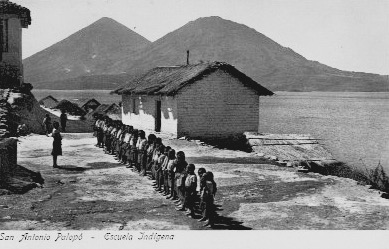
Escuela a principios del siglo xx. Fotografía de Alberto G. Valdeavellano.

Los Maudslay también observaron la costumbre de transmitir las instrucciones de la municipalidad en día domingo: esa noche, observaron como los principales de la ciudad, ataviados con sus negros ropajes y sus varas edilicias, iban de casa en casa dando instrucciones a sus moradores y cuando llegaron a cierto punto, un alguacil dio un sonoro grito con las instrucciones municipales para la semana, el cual fue respondido a la distancia por dos o tres gritos similares, tras lo cual, los principales se despidieorn y dieron por terminada la ceremonia.
También pudieron observar una clase, pues como es hospedaron en la escuela fueron despertados por un grupo de niños indígenas, ataviados exactamente igual que sus padres y con un pañuelo rojo en la cabeza que parecía que había sido hererado por generaciones; los niños entraron al salón y se pusieron a trabajar en su libro hasta que llegó el profesor a tomar lista.  Luego de pasar lista, los niños continuaron trabajando en su libro sin moverse por tres horas, mientras el profesor conversaba con los acompañantes ladinos de los Maudslay, a quienes confesó que ni el hablaba el lenguaje de sus alumnos, ni ellos hablaban español. En cuanto a las niñas, a ellas se le dio el día libre porque su clase estaba ocupada con las pertenencias de los viajeros.
Al igual que en otros poblados indígenas que visitaron en esa ocasión, Maudslay y su esposa advirtieron que la ropa de tanto hombres como mujeres era hecha a mano en el propio poblado utilizando telares primitivos, similares a los que aparecen en los códices y manuscritos mexicanos a los que el arqueólogo inglés había tenido acceso.

## En el cine

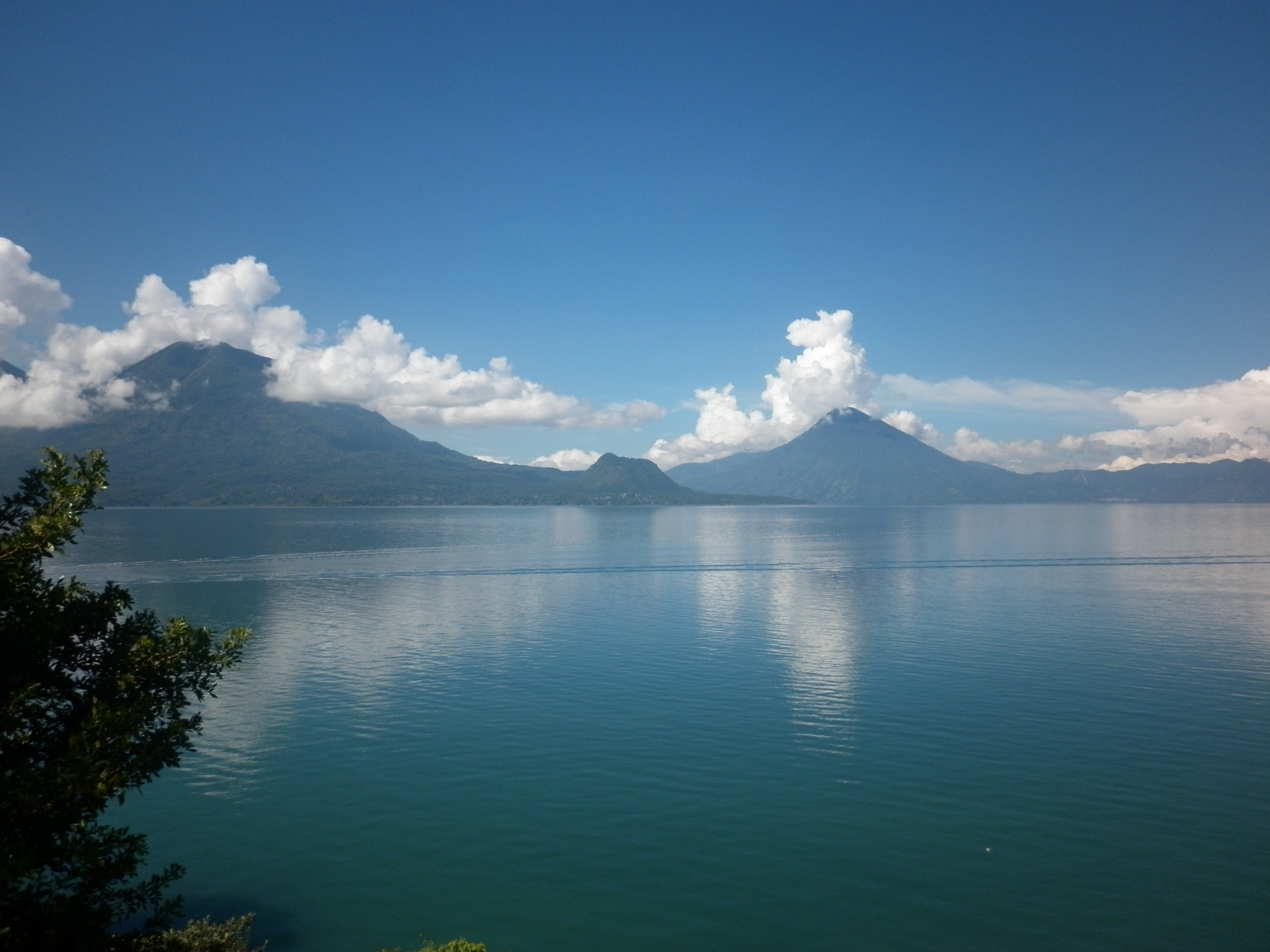
Lago de Atitlán visto desde San Antonio Palopó.

San Antonio Palopó fue la locación en la que se filmó la película Paloma herida en 1963, film mexicano producido por el guatemalteco Manuel Zeceña Diéguez en sociedad con productores mexicanos y dirigida por Emilio Fernández. Fue protagonizada por Patricia Conde, Emilio Fernández, Andrés Soler y Columba Domínguez y fue una de las películas que el productor guatemalteco rodó completamente en Guatemala, aunque con equipo y actores mexicanos. La historia gira en torno a la joven Paloma, que en un poblado costero —filmado en Puerto San José— mata al cacique Danilo Zeta y en la cárcel da a luz a un hijo pero se niega a hablar; el juez y su mujer la animan a recordar su pasado.  Resultó que cuando era novia de un trabajador indígena como ella en San Antonio Palopó, Danilo Zeta se apoderó del lugar, sojuzgó a los pobladores para explotarlos y obligarlos a gastar sus míseras ganancias en su cabaret. Ella se iba a casar con su novio, pero Danilo lo mató y la violó.  Por eso retornó; para matarlo. Tras escuchar su versión de los hechos, el juez la deja libre con su hijo.